# 巴潟誠一
巴潟 誠一（ともえがた せいいち、1911年3月30日 - 1978年12月24日）は、北海道函館市出身で高嶋部屋に所属した大相撲力士。本名は工藤 誠一（くどう せいいち）。現役時代の体格は身長165cm、体重90kg、得意手は押し、突き落とし、巻き落とし。最高位は西小結。

## 来歴
1926年5月場所、高嶋部屋から初土俵を踏む。小柄であったため、最初は弱く、序二段に上がるまでに2年近くもかかるほどで、あわや冗員整理の対象にされかかるところであったが、北海道巡業があったために、故郷に近いからと帯同を許されて、整理されずにすんだと、本人が晩年に雑誌連載で記していた。
体格のハンデを補うために、猛稽古で体をつくり、廻しをきつく締めることで相手に廻しを取らせないほどの激しい押し相撲とで上位に上がっていった。渾名は「弾丸」。春秋園事件の余波で、1932年2月、繰上げで新十両となり、そこでも勝ち越し、同年5月場所に新入幕を果たした。高嶋部屋初の幕内力士であった。さすがに幕内では大勝ちすることはできなかったが、それでも1935年5月には小結に昇進、負け越しはしたが、翌1936年1月には、新横綱・武藏山から金星を獲得するなど、長く幕内で活躍した。1938年12月に7代友綱の長女（養女）と結婚し、友綱を継承できるポジションとなった。
1940年5月場所限りで引退、年寄・玉垣を襲名し、1941年1月には独立して玉垣部屋を創設した。1942年5月場所後には安治川に名跡変更し、部屋の名称も安治川部屋に改称していた。1951年に師匠高嶋が亡くなったあと、高嶋部屋を継承した。吉葉山を横綱に、三根山を大関に昇進させ、師匠としての力を発揮した。1961年、岳父友綱（元小結・矢筈山）の停年退職を受けて、友綱に名跡を変更した。その後しばらくは吉葉山（宮城野部屋）、三根山（熊ヶ谷部屋）が独立して部屋を興したこともあって、小部屋になっていたが、晩年に入門した魁輝が自身の停年間際の1975年11月場所に入幕を果たし、友綱部屋の伝統を継ぐことができた。
年寄時代末期、弟子の魁輝が北の湖に挑戦した際にはテレビ解説で「北の湖には軍艦に鰯です」と激励を込めて表現していた。
1976年3月をもって定年退職し（彼の退職で明治生まれの年寄がいなくなった）、義弟（矢筈山の次女（養女）の夫）一錦周之助（魁輝の義父）が9代友綱を襲名し部屋を継承した。しばらくは雑誌『相撲』に回想記を執筆したほか、相撲中継の解説にも本名の工藤誠一で1978年9月場所まで登場した。
1978年12月24日、肝硬変のため死去。67歳没。

1976年3月の定年退職後、東京・両国の友綱部屋跡地にちゃんこ料理店「ちゃんこ巴潟」を開業し店主となった。没後は次男が店を継いで2代目店主となり、その家族が店を経営していたが、2025年5月25日をもって閉店した。なお、魁輝によれば、師匠がちゃんこ料理店を開くことを意外に思ったようである。

## 主な成績
- 通算成績：172勝181敗 勝率.487
- 幕内成績：95勝123敗 勝率.436
- 現役在位：41場所
- 幕内在位：18場所
- 三役在位：1場所（小結1場所）
- 金星：1個（武藏山1個）

### 場所別成績
| 1926年 （大正15年） | x                  | x                  | （前相撲）               | x                  |
| 1927年 （昭和2年） | 新序 2–1           | 序ノ口 2–4         | 東序ノ口12枚目 2–4       | 東序ノ口18枚目 3–3 |
| 1928年 （昭和3年） | 西序ノ口6枚目 4–2  | 西序二段46枚目 5–1 | 東序二段27枚目 3–3       | 東序二段27枚目 4–2 |
| 1929年 （昭和4年） | 東三段目28枚目 3–3 | 東三段目28枚目 4–2 | 西三段目9枚目 2–4        | 西三段目9枚目 4–2  |
| 1930年 （昭和5年） | 西三段目7枚目 4–2  | 西三段目7枚目 3–3  | 西幕下26枚目 3–3         | 西幕下26枚目 4–2   |
| 1931年 （昭和6年） | 西幕下11枚目 1–5   | 西幕下11枚目 3–3   | 東幕下25枚目 4–2         | 東幕下25枚目 5–1   |
| 1932年 （昭和7年） | 西十両4枚目 6–2    | 西十両4枚目 6–4    | 東前頭6枚目 8–3          | 東前頭6枚目 3–8    |
| 1933年 （昭和8年） | 西前頭7枚目 4–7    | x                  | 西前頭15枚目 6–5         | x                  |
| 1934年 （昭和9年） | 東前頭12枚目 6–5   | x                  | 東前頭8枚目 7–4          | x                  |
| 1935年 （昭和10年） | 西前頭3枚目 7–4    | x                  | 西小結 4–7               | x                  |
| 1936年 （昭和11年） | 西前頭2枚目 5–6 ★  | x                  | 西前頭3枚目 4–7          | x                  |
| 1937年 （昭和12年） | 東前頭6枚目 5–6    | x                  | 東前頭9枚目 7–6          | x                  |
| 1938年 （昭和13年） | 東前頭4枚目 2–11   | x                  | 西前頭9枚目 4–9          | x                  |
| 1939年 （昭和14年） | 西前頭16枚目 6–7   | x                  | 西前頭17枚目 8–7         | x                  |
| 1940年 （昭和15年） | 東前頭11枚目 6–9   | x                  | 東前頭14枚目 引退 3–12–0 | x                  |
| 各欄の数字は、「勝ち-負け-休場」を示す。 優勝 引退 休場 十両 幕下 三賞：敢=敢闘賞、殊=殊勲賞、技=技能賞 その他：★=金星 番付階級：幕内 - 十両 - 幕下 - 三段目 - 序二段 - 序ノ口 幕内序列：横綱 - 大関 - 関脇 - 小結 - 前頭（「#数字」は各位内の序列） |                    |                    |                          |                    |

- 1932年1月番付では幕下東7枚目

### 幕内対戦成績
| 力士名   | 勝数 | 負数 | 力士名         | 勝数 | 負数 | 力士名           | 勝数 | 負数 | 力士名 | 勝数 | 負数 |
| -------- | ---- | ---- | -------------- | ---- | ---- | ---------------- | ---- | ---- | ------ | ---- | ---- |
| 青葉山   | 1    | 0    | 安藝ノ海       | 2    | 0    | 旭川             | 2    | 0    | 綾川   | 3    | 2    |
| 綾昇     | 3    | 4    | 綾若           | 4    | 4    | 伊勢ノ濱(灘ノ花) | 1    | 0    | 一渡   | 1    | 1    |
| 五ツ嶋   | 0    | 2    | 射水川         | 2    | 0    | 大ノ濱           | 1    | 0    | 小野錦 | 1    | 1    |
| 海光山   | 2    | 2    | 鏡岩           | 0    | 5    | 笠置山           | 2    | 1    | 鹿嶋洋 | 0    | 1    |
| 桂川     | 1    | 0    | 金湊           | 1    | 2    | 錦華山           | 0    | 2    | 國ノ濱 | 1    | 0    |
| 越ノ海   | 2    | 0    | 小嶋川         | 0    | 1    | 駒ノ里           | 3    | 3    | 相模川 | 1    | 0    |
| 櫻錦     | 1    | 0    | 四海波         | 0    | 1    | 清水川           | 0    | 1    | 鯱ノ里 | 0    | 1    |
| 新海     | 3    | 3    | 神東山         | 2    | 2    | 外ヶ濱           | 1    | 2    | 大邱山 | 2    | 5    |
| 鷹城山   | 1    | 0    | 髙登           | 1    | 6    | 武ノ里           | 1    | 0    | 太刀若 | 2    | 2    |
| 楯甲     | 1    | 0    | 玉錦           | 0    | 4    | 玉ノ海           | 1    | 1    | 太郎山 | 1    | 0    |
| 銚子灘   | 1    | 1    | 出羽ヶ嶽       | 1    | 1    | 出羽ノ花         | 6    | 4    | 出羽湊 | 2    | 2    |
| 土州山   | 2    | 1    | 十三錦         | 1    | 0    | 能代潟           | 0    | 1    | 羽黒山 | 0    | 1    |
| 幡瀬川   | 3(1) | 1    | 磐石           | 0    | 1    | 番神山           | 1    | 2    | 肥州山 | 0    | 1    |
| 冨士ヶ嶽 | 1    | 0    | 藤ノ里         | 2    | 2    | 双葉山           | 1    | 1    | 防長山 | 1    | 0    |
| 前田山   | 0    | 2    | 松ノ里         | 0    | 2    | 男女ノ川         | 0    | 5    | 武藏山 | 2    | 2    |
| 倭岩     | 1(1) | 1    | 大和錦         | 1    | 2    | 吉野岩           | 2    | 1    | 吉野山 | 1    | 1    |
| 雷山     | 1    | 0    | 龍王山(竜王山) | 1    | 1    | 両國             | 4    | 8    | 和歌嶋 | 3    | 5    |
| 若瀬川   | 2    | 0    |                |      |      |                  |      |      |        |      |      |

## 相撲部屋
1941年1月場所から、14代玉垣を襲名していた元巴潟が、玉垣部屋を再興した。その後、1943年1月場所から名跡を安治川に変更したため、名称は安治川部屋になった。
1951年5月に高嶋親方（元幕内・八甲山）が死去したため、安治川親方が高嶋に名跡変更して高嶋部屋を継承することになった。